# Crispina Peres
Crispina Peres (auch: Na Crispina, geboren um 1615, gestorben nach 1670) war eine afrikanische Signare (nhara) und Sklavenhändlerin.

## Leben
Crispina Peres war mit Portugals ehemaligem Gouverneur von Cacheu (Provincia de Ultramar de Guinea) verheiratet. Dieser wurde später Gastwirt. Sie selbst gehörte zu den afrikanisch-euroafrikanischen Geschäftsfrauen (Signare), die sowohl mit Handelskontakten, als auch mit diplomatischen Aufgaben als Vermittlerinnen zwischen Portugal und indigenen Afrikanern fungierten und dadurch großen regionalen Einfluss hatten. In ihrem Fall hatte sie weitreichende Kontakte zu den indigenen Völkern der Pepel und der Banun sowie weitreichende Geschäftskontakte zu regionalen Händlern.

## Inquisitionsprozess
1664 wurde sie verhaftet und zuerst nach Kap Verde, dann nach Lissabon gebracht, wo sie 1665 vor ein Inquisitionsgericht gestellt wurde und wegen Hexerei und Häresie beschuldigt wurde, nachdem sie so genannte Djambakos angeheuert hatte, Heiler, welche Riten durchführten, die die katholische Kirche als heidnisch betrachtete. Sie wollte damit ihre Familie heilen und sich, ihre Gesundheit und ihr Geschäft schützen.
Eine große Anzahl von Zeugenaussagen wurde aufgezeichnet. Peres soll sowohl in Guinea, als auch auf den Kapverden dafür bekannt gewesen sein, Hexerei eingesetzt zu haben, um ihr Geschäft zu fördern. Ihr Mann protestierte und wies darauf hin, dass sie als Heidin mit indigenen Eltern geboren wurde und ihr ganzes Leben in Afrika verbracht hatte, wo nur sehr wenige Menschen in portugiesischem Besitz rein katholisch waren. Sie erklärte, dass ihr nicht klar gewesen sei, dass bestimmte indigene Rituale von der Kirche als heidnisch angesehen würden.
1667 wurde sie verurteilt, allerdings verhältnismäßig milde behandelt, weil sie Hexer angeheuert hatte, anstatt selbst eine Hexe zu sein, und weil sie eher als eine schlecht bekehrte Heidin als eine abtrünnige Ketzerin galt. Sie wurde als reuige Sünderin in einem Autodafé verurteilt, musste Religionsunterricht nehmen und ihr Eigentum wurde beschlagnahmt. Sie kehrte 1668 nach Afrika zurück. Zwei Jahre später wurde sie als Witwe und tadellose Katholikin gemeldet. Ihr Fall war insofern bemerkenswert, weil die Inquisition eine Einheimische aus einer Kolonie nach Portugal bringen ließ, um sie für ein Ketzereiverbrechen zu verurteilen.